# Velika Sugubina
Velika Sugubina (cyr. Велика Сугубина) – wieś w Serbii, w okręgu szumadijskim, w mieście Kragujevac. W 2011 roku liczyła 226 mieszkańców.